# 1986 في السعودية
تحتوي هذه المقالة على أهم الأحداث التي شهدتها السعودية في 1986،والذي يوافق 20 ربيع الثاني 1406 هـ إلى 30 ربيع الآخر 1407 هـ إضافة إلى أهم الشخصيات السعودية التي وُلدت أو تُوفيت في هذه السنة.

## السياسة

### الحكم
الملك: فهد بن عبد العزيز آل سعود

## أحداث
- تأسيس الهيئة السعودية للحياة الفطرية.
- تأسيس مركز دراسات الصحراء.
- إنشاء ملعب الملك عبد العزيز.
- تحطم طائرة الخطوط الجوية العراقية الرحلة 163 في شمال السعودية.
- البدأ في تنفيذ مشروع تأسيس مكتبة الملك فهد الوطنية في الرياض .

### يناير
- 1: البدء في تنفيذ مشاريع بلدية بالبكيرية والقرى المجاورة منها برج المياه يتسع إلى 400 متر مكعب و بارتفاع 35 م بتكلفة إجمالية قدرها مليون و ثمانية عشر ألف ريال بالإضافة غلى مشروع تمديد شبكة ميارة إلى المنازل بالإضافة إلى مشاريع الإنارة و مشاريع تجميلية كمجسم للساعة الناطقة والتي تعلن الوقت بثلاثة لغات كالعربية والانجليزية والفرنسية . [1]

### فبراير
- 5: الرئاسة العامة لرعاية الشباب تقر صرف اعانات للأندية الرياضية للموسم 1405 / 1406 هـ بمبلغ يصلح غلى 66 مليون ريال موزعة على 153 ناديًا .حيث احتل نادي الاتفاق المركز الأول في الإعانة حيث بلغ 996 ألف ريال ثم يليه القادسية ثم النصر بينما نادي الهلال حصل على المركز السادس فيما جاء الأهلي في المركز 27 . تشمل الإعانات مصارين السكن والإعاشة للفرق الرياضية ولتنفيذ برامجهم و أنشطتهم الرسمية . [2]
- 20: وزير الصحة فيصل بن عبدالعزيز الحجيلان يوقع عقد انشاء مستشفى الرس العام بتكلفة تبلغ 142 مليون مع إحدى المؤسسات الوطنية ومدة تنفيذ المشروع من بدء استلام الأرض عامان وتبلغ مجموع مجموع أسرته 200 سرير. ويشمل المستشفى على أقسام باطنية للرجال والنساء والأطفال والولادة ومختبرات وأشعة و جناح للإدارة والشؤون الهندسية و عيادات خارجية و داخلية . [3]
- 20: إنجاز 35% من الأعمال الإنشائية بمطار الملك فهد الدولي بالمنطقة الشرقية .
- 20: صدور أمر سامي بترقية كل من الملازمين إلى رتبة ملازم أول وهم سالم بن حمود البلادي , دحيم بن شنبر الشيباني , علي بن محمد القحطاني , فلاح بن محمد السبيعي , محمد بن رشيد السلوة , مطير بن مطلق الشمري , محمد بن علي القحطاني , عادل بن محمد الغريبي , منصور بن ظافر الحصيني , عبدالرحمن بن عبدالله الحازمي , أحمد بن محمد القويفلي , ناصر بن صالح الهبدان , راجح بن مفلح الشهراني .[4]
- 22: وزير الاعلام التونسي يزور جامعة الملك سعود .

### مايو
- 15: الأمير عبدالإله بن عبدالعزيز أميرمنطقة القصيم يفتتح موسم حصاد القمح لشركة القصيم الزراعية . [5]
- 15: الانتهاء من تنفيذ ثلاثة مستشفيات في تثليث و سراة عبيدة و المجاردة بمنطقة عسير بتكاليف بلغت 491 مليون ريال و يحوي كل مستشفى على أربع غرف للعمليات الكبرى وغرفتين للعمليات الصغرى إلى جانب غرف العناية المركزة كما يوجد بكل مستشفى قسم كامل للأشعة والمختبر وبنك الدم و 110 سرير موزعة على أقسام الجراحة والباطنية والنساء والولادة كما يوجد وحدة مطبخ مجهزة لإعداد 350 وجبة يوميًا. [6]

- 20: الأمير ماجد بن عبدالعزيز أمير منطقة مكة المكرمة يرعى احتفال تخريج طلاب جامعة أم القرى لعام 1405 / 1406 هـ وذلك بمقر المدينة الجامعية بالعابدية وبحضور خريجين بلغ عددهم 1600 طالب و طالبة بمختلف التخصصات والكليات منهم 300 طالب و طالبة من خريجي مرحلة الدبلوم والدورات التدريبية و الماجستير و الدكتوراه . [7]

- 23: الرئيس الصومالي محمد سياد بري ينقل للسعودية للعلاج بعد حادث سيارة.
- 24: المملكة العربية السعودية تقدم مساعدات مادية لعدد من المؤسسات الإسلامية باندونيسيا بلغت 353 ألف ريال بهدف المساعدة ببناء مدارس للمستويات المتعددة و بناء مسجد الحرم الجامعي في جامبلاميج بسومطرة الجنوبية بالإضافة إلى تقديم وزارة المعارف بالمملكة مساعدة مالية سنوية مقدارها ألف دولار لجميعة باندونج الإسلامية . [8]

### أغسطس
- 1: انجزت المملكة العربية السعودية أول نفق من نوعه في العالم يتم في تنفيذه استخدام اشعة الليزر وذلك لتمديد أنابيب المياه بني الطائف و مكة المكرمة و بلغ طوله 13.2 كيلو متر و استغرق تنفيذه 24 شهر و بتكلفة 95 مليون دولار وبمقطع دائري بمساحة 23 متر مربع و قطر سعته 5.4 متر مربع . [9]
- 1: إقامة معرض الرياض بين الأمس واليوم في العاصمة لندن .
- 1: فريق الاتفاق لكرة القدم يحصل على كأس فيصل بن فهد في مباراة أقيمت على ملعب الأمير سلطان بن عبدالعزيز بالمحالة بين منتخب أندية عسير و فريق الاتفاق و بحضور الأمير محمد بن سعود بن خالد . [10]

### نوفمبر
- الملك فهد بن عبد العزيز آل سعود يضيف إلى لقبه كملك لقبا جديدا هو «خادم الحرمين الشريفين».[11]
- 17: بدء المباحثات السعودية / الإيطالية برئاسة الأمير سلطان بن عبدالعزيز آل سعود النائب الثاني لرئيس مجلس الوزراء ووزير الدفاع والطيران مع وزير الدفاع الإيطالي جيوفاني سبادوليني . [12]
- 25: افتتاح جسر الملك فهد.
- 25: زيارة الملك فهد بن عبدالعزيز آل سعود إلى البحرين ولقاؤه مع الشيخ عيسى بن سلمان آل خليفة أمير دولة البحرين .
- 25: البدء في نزع ملكية العقارات اللازمة لإنشاء نفق قباء والساحات المحيطة به بالمدينة المنورة و سيبدأ هدم العقارات ابتداء من أول شهر من جمادى الآخرة 1407 هـ . [13]

### ديسمبر
- 31: مستشفى القوات المسلحة بالرياض يعلن عن إستضافة ندوة عالمية حول التطورات الحديثة في علم الأمراض وعلم الأحياء الجزئي خلال يومي الثالث والرابع نم شهر جمادى الثاني القادم . [14]
- 31: تنفيذ سبعة وثلاثين مشروعًا للمياه في منطقة حائل تشمل حفر الآبار ووحدة لمياه الشرب و خزانات المياه حيث تم تنفيذها من قبل مديرية الزراعة والمياه , بالإضافة إلى تنفيذ محطة لتنقية المياه بطاقة إنتاجية تبلغ مسائة ألف متر مكعب يوميا. بالإضافة إلى 14 سدًا بالمنطقة طاقتها 7 ملايين متر مكعب . [15]
- 31: البدء في إنشاء مبنى لمعاهد البحوث تحوي مختبرات للكيمياء والطاقة والفلك والفضاء والبيئة بمدينة الملك عبدالعزيز.[16]

## مواليد
- حسن خيرات، لاعب كرة قدم سعودي.

### يناير
- 8: عبد المطلب الطريدي، لاعب كرة قدم سعودي.

### مارس
- 2: فيصل بن فهد بن مقرن بن عبد العزيز آل سعود، نائب أمير منطقة حائل.
- 7: كميل الوباري، لاعب كرة قدم سعودي.[17]

### مايو
- 13: أحمد الصويلح، لاعب كرة قدم سعودي.[18]

### أغسطس
- 7: الأمير عبد الله بن بندر بن عبد العزيز آل سعود، وزير الحرس الوطني.[19]

## وفيات
- سميرة خاشقجي، صحفية سعودية.

### يناير
- 19: عبد الله بن عمر بن دهيش.